# Прадель, Луи
Луи́ Праде́ль (фр. Louis Pradel; 5 декабря 1906, Лион—27 ноября, 1976, там же) — французский политик, многолетний мэр Лиона, создатель и первый президент Большого Лиона.

## Биография
Родился в Лионе в семье владельцев кафе. Окончил технический коллеж. С юности интересуется политикой, участвует в избирательных кампаниях Радикальной партии и многолетнего мэра Лиона Эдуара Эррио. Во время оккупации Франции участвует в движении сопротивления. В 1941 году — один из создателей группы сопротивления «Закованный петух» (фр. Le Coq enchaîné). Добывает и прячет в домах своих родственников в округе Лиона оружие для вооружённого сопротивления нацистам.
После освобождения страны избирается муниципальным советником, а затем несколько раз переизбирается на эту должность. С 1953 года входит в городское правительство под председательством Эдуара Эррио в качестве заместителя по делам искусства и спорта. После смерти Эррио выставляет свою кандидатуру на пост мэра и к удивлению многих выигрывает выборы. В дальнейшем трижды переизбирается на пост мэра: в 1959, 1965 и 1971 годах.

## Политик
Особо сложными для Луи Праделя оказались выборы 1965 года. По закону от 27 июня 1964 года голлистское правительство Франции изменило систему всех выборов в стране с пропорциональной на мажоритарную. Согласно этой системе (существующей в значительной степени и по сей день), в выборах лионского мэра 1965 года должны были участвовать не индивидуальные кандидаты, а избирательные блоки.[прояснить]  Победу завоёвывал блок, получивший в первом или втором туре абсолютное большинство голосов. Луи Прадель на тот момент не состоял ни в одной партии и при этом отказался войти в союз с голлистами, выставившими на выборы своего кандидата — министра по делам молодёжи Мориса Эрзога. Лион был разделён на 9 округов, в каждом округе должен был выставляться отдельный список, причём лидер списка в одном из округов не мог использовать своё имя в качестве «паровоза» ни в одном другом. В результате имя Луи Праделя, чрезвычайно популярного в то время в городе, мало что давало его союзникам. Решение проблемы, найденное Праделем, было таким: он основал специально для этих выборов новую партию, которую назвал аббревиатурой P. R. A. D. E. L. — Pour la Réalisation Active Des Espérances Lyonnaises (За активную реализацию лионских чаяний). В результате этой технологии партия сторонников Праделя смогла получить большинство голосов уже в первом туре.
Исторически город Лион вплотную окружён несколькими другими населёнными пунктами, такими, как Вилёрбан, Во-ан-Велен, Венисьё, Калюир-э-Кюир и другими, входящими к тому же в состав трёх разных департаментов — Рона, Эн и Изер. В 1960-х годах все эти населённые пункты использовали во многом единую транспортную систему, единые коммуникации и т.д., однако каждая коммуна возглавлялась своим мэром со своим коммунальным советом. Несмотря на наличие отдельных консультаций по особым вопросам, глобально координация деятельности на тот момент отсутствовала. Луи Прадель выступал и активно агитировал за объединение усилий и координацию деятельности в рамках единого органа управления. В результате, на основании закона 66-1069 от 31 декабря 1966 года было создано Городское сообщество Лиона, а на следующий день Луи Прадель был избран его первым президентом.
Прадель возглавлял город вплоть до своей смерти 27 ноября 1976 года.

## Строитель
Время управления Лиона Луи Праделем — это время многочисленных реализованных (и не реализованных) масштабных строительных проектов. За любовь к гигантским строительным работам мэра прозвали «Зизи Бетон» (фр. Zizi Béton).
Среди лионских строек Луи Праделя можно отметить следующие (список далеко не полный):
- Новый «народный район» Ла-Дюшер, первая очередь которого на 5300 квартир (из них 80% — социальное жильё), была построена в 1958—1962 годах[2][6];
- Лионский дворец съездов[фр.] (1964) и находящийся рядом с ним розарий, входящий в состав парка «Тет д’Ор», в открытии которого принимала участие княгиня Монако Грейс[7];
- Здание Международного агентства по изучению рака (сентябрь 1965)[2];
- Автомобильный туннель под холмом Фурвьер, соединяющий автомагистрали А6 и А7 (1971)[8] и пересадочный комплекс Перраш;
- Музей галло-римской цивилизации (1975)[2];
- Деловой квартал Пар-Дьё, включающий в себя офисные здания, торговый центр, железнодорожный вокзал и станцию метро[2];
- Лионский метрополитен (открыт уже после смерти Луи Праделя, 2 мая 1978)[9].

Некоторые из построенных объектов стали символами Лиона. Другие (прежде всего, транспортная схема, при которой в центре города скрещиваются автомобильные, железнодорожные и городские, местные и транзитные потоки) вызывают заслуженную критику. Среди проектов, которые, к счастью, не были реализованы — практически полный снос средневекового квартала Старый Лион, предусмотренный принятым в 1958 году Проектом городского обновления и остановленный только благодаря массовым протестам горожан и вмешательству министра культуры Франции Андре Мальро. В 2011 году Старый Лион был включён в Список всемирного культурного наследия ЮНЕСКО.

## Память
Имя Луи Праделя присвоено:
- Площади, расположенной недалеко от здания мэрии Лиона;
- Станции метро, находящейся под этой площадью;
- Дому для ветеранов, расположенном в лионском квартале Круа-Русс;
- Кардиологической и пневмологической больнице, расположенной в Броне;
- Спортивному центру в Калюир-э-Кюире;
- Начальной школе в Шасьё.